# Josef Reymund
Josef Reymund (* 9. August 1756 in Wien; † 31. August 1824 ebenda) war ein österreichischer Baumeister und Landschaftsarchitekt.

## Leben
Josef Reymund entstammt einer Baumeisterfamilie. Er war der älteste Sohn des namhaften Kirchenbaumeisters Joseph Reymund (ca. 1721–1795) und seiner Ehefrau Juliana, geborene Gössinger. Sein jüngerer Bruder Franz (1772–1849) übte später erfolgreich den gleichen Beruf aus.
Im Jahre 1777 trat Reymund zur Meisterprüfung an, erhielt aber keine Konzession, weil deren Anzahl beschränkt war und erst nach Freiwerden einer solchen eine Neuvergabe möglich war. Er fasste 1783 den Entschluss, bei seinem Freund Peter Mollner die Prüfung als Maurerpolier zu machen. Zur Umsetzung dieses Entschlusses kam es nicht, weil Reymund im Jahre 1784 die Konzession als Landschafts- und Stadtbaumeister erhielt.
Im Jahre 1785 heiratete er Rosalia Wasserburger, mit der er einen Sohn (Karl) und eine Tochter (Theresia, verehelichte Hornung) hatte.
Er arbeitete für prominente Auftraggeber wie das Schottenstift, die Familie Esterházy und Mitglieder des Kulturlebens und errichtete als privater Baumeister mehrere Häuser in der Innenstadt und den damaligen Vororten Wiens. Sein wohl bedeutendstes Projekt ist das Theater an der Wien, das er in nur dreizehn Monaten Bauzeit gemeinsam mit Anton Jäger im Juni 1801 fertigstellte. Mehrere seiner erhalten gebliebenen Bauwerke stehen unter Denkmalschutz.
Reymund war mit einigen der wichtigsten Baumeister Wiens in gutem Kontakt, etwa mit seinen Trauzeugen Peter Mollner und Johann Michael Adelpodinger, und war Mitglied des „Äußeren Rats“, der als Kontrollorgan für die Zünfte fungierte und als Teil des Stadtrats aus Repräsentanten der Zünfte bestand.
Josef Reymund starb im 68. Lebensjahr in Wien.

## Werke (Auswahl)

### Profanbauten
- 1795: Zum schmeckenden Wurm, Wien 1, Lugeck 5 / Wollzeile 5 (Umbau; später neufassadiert)
- 1796: Zum schwarzen Hund, Wien 1, Hoher Markt 1 (auch bekannt als Palais Arnstein; nach 1945 abgerissen)
- 1799: Zum grünen Jäger, Wien 2, Praterstraße 27
- 1800: Theater an der Wien, Wien 6, Linke Wienzeile 6 (mit Anton Jäger)
- 1807: Gymnasialtrakt, Schottenstift, Wien 1, Kleiner Schottenhof (1862 aufgestockt)
- 1810: Zum Kometstern, Wien 3, Landstraßer Hauptstraße 112
- 1815: Beethovenhaus, Wien 6, Laimgrubengasse 22 (Umbau; 1830 von Josef Klee erweitert)
- 1816: Dompropsthof, Wien 1, Singerstraße 22 / Franziskanerplatz 2 (Aufstockung)
- 1817: Wohnhaus, Wien 3, Rochusgasse 6 / Pfarrhofgasse 4 (Zubau)

### Sakralbauten
- Nußdorfer Pfarrkirche, 1784–1789 (ausgeführt nach Plänen von Josef Gerl)
- Gumpendorfer Pfarrkirche, 1792 (Kirchturm und Fassade; Erweiterungen 1820 und 1908)